# Procloeon mendax
Procloeon mendax är en dagsländeart som först beskrevs av Walsh 1862.  Procloeon mendax ingår i släktet Procloeon och familjen ådagsländor. Inga underarter finns listade i Catalogue of Life.